# شعب الكيكويو
الكيكويو (بالإنجليزية: Kikuyu)‏، هم أكثر الجماعات العرقية انتشاراً في كينيا. وأصل تسمية الكيكويو من اللغة السواحيلية جيكويو ويطلقون على أنفسهم اسم شعب الجيكويو. ووفقاً لكتاب حقائق العالم اعتباراً من 2014 وصل عددهم إلى أكثر من 9 ملايين شخص وبالتحديد 9,902,212 شخص في كينيا أي حوالي 22% من إجمالي عدد سكان كينيا.
الكيكويو أكبر مجموعة عرقية في كينيا بشرق إفريقيا. ومنهم بعض كبار المتعلمين والأغنياء في كينيا. ويعمل كثير منهم في الحكومة أو الأعمال الحرة والبعض يمتلك مزارع كبيرة

## التاريخ
تعود أصول الكيكويو إلى جماعات أتت من الشمال، من منطقة مرتفعات نيامبنه إلى جبل كينيا (كيرنياگا) في الشمال الشرقي، والذي يعتبر هو الموطن الأصلي لغالبية الشعوب المتحدثة بالبانتو، ومنها ميرو، إمبو، تشوكا، كامبا ومبيره. ويعتقد شعوب الكيكويو أنه استوطنوا منطقة المرتفعات في العقد 1200. وعلى اختلاف المكان الذين أتوا منه، وهي مسألة تحمل الكثير من الجدل (هناك الكثير من الأقاويل المتضاربة والتي تحمل بعض الحقائق): تقول بعض النظريات أنهم أتوا مهاجرين من أكسوم (إثيوپيا) بعد انهيار إمبراطورية أكسوم، وآخرون ينسبونهم إلى "شونگ‌وايا"، المفترض أنهم كانوا في الصومال، ومنهم انحدرت التسع قبائل التي تدعي ميجيكندا الساحلية النسب إليها. نظرية أخرى تفترض أنهم جاءوا من الغرب، بعد أن انشق عن بروتو البانتو في أفريقيا الوسطى.
ومنذ القرن الخامس عشر الميلادي عاش الكيكيويو فيما يُسمى الآن بكينيا، ويتكلمون لغة يُطلق عليها كيكيويو أو جيكيويو، تنتمي إلى عائلة البانتو من اللغات الإفريقية. وينقسم الكيكيويو إلى تسع عشائر. وما زال الكيكيويو يزرعون ويربون قطعان الأبقار والأغنام حسب الطريقة التقليدية. أما الأراضي فهي مملوكة لرابطة من أفراد مجموعة يُطلق عليها مْباري تتكوّن من أفراد تضمهم صلة القرابة
وفي عام 1895 احتلت بريطانيا كينيا. وإثر ذلك تغيّرت حياة الكيكيويو بصورة كبيرة تحت تأثير النظام الاقتصادي والتعليمي الغربي. والبريطانيون الذين استقروا في كينيا استولوا على أراضي الكيكيويو وعدّوها ملكًا لهم. وعاش الكيكيويو في فقر لتقلص أملاكهم ونفوذهم السياسي. وأثناء الخمسينيات من القرن العشرين قادوا حركة أطلق عليها الماو ماو عارضت الحكم البريطاني. وفي عام 1952 نشب القتال بين البريطانيين والماو ماو. وبحلول عام 1956، عندما وصلت أحداث العنف إلى نهايتها تقريبًا، كان عدد القتلى من الكيكيويو نحو 11,500، ومن بقية الإفريقيين نحو 2,000، ومن الأوروبيين والآسيويين نحو 145. واعتقلت بريطانيا كثيرًا من الذين أطلق عليهم لقب المتمردين، ومن بينهم جومو كينياتا قائد الكيكيويو. وانتقل آلاف من الكيكيويو إلى معسكرات الاعتقال بعد تدمير منازلهم.
انتُخِبَ جومو كينياتا رئيسًا لوزراء كينيا بعد استقلالها في 1963، ثم تغيّر لقبه إلى لقب الرئيس، وكان للكيكيويو دور رئيسي في حكومة كينياتا. ومنذ وفاته في 1978، عملت الحكومة الجديدة على إيجاد توازن للتأثير على قوى الكيكيويو والجماعات الأخرى.

## الثقافة

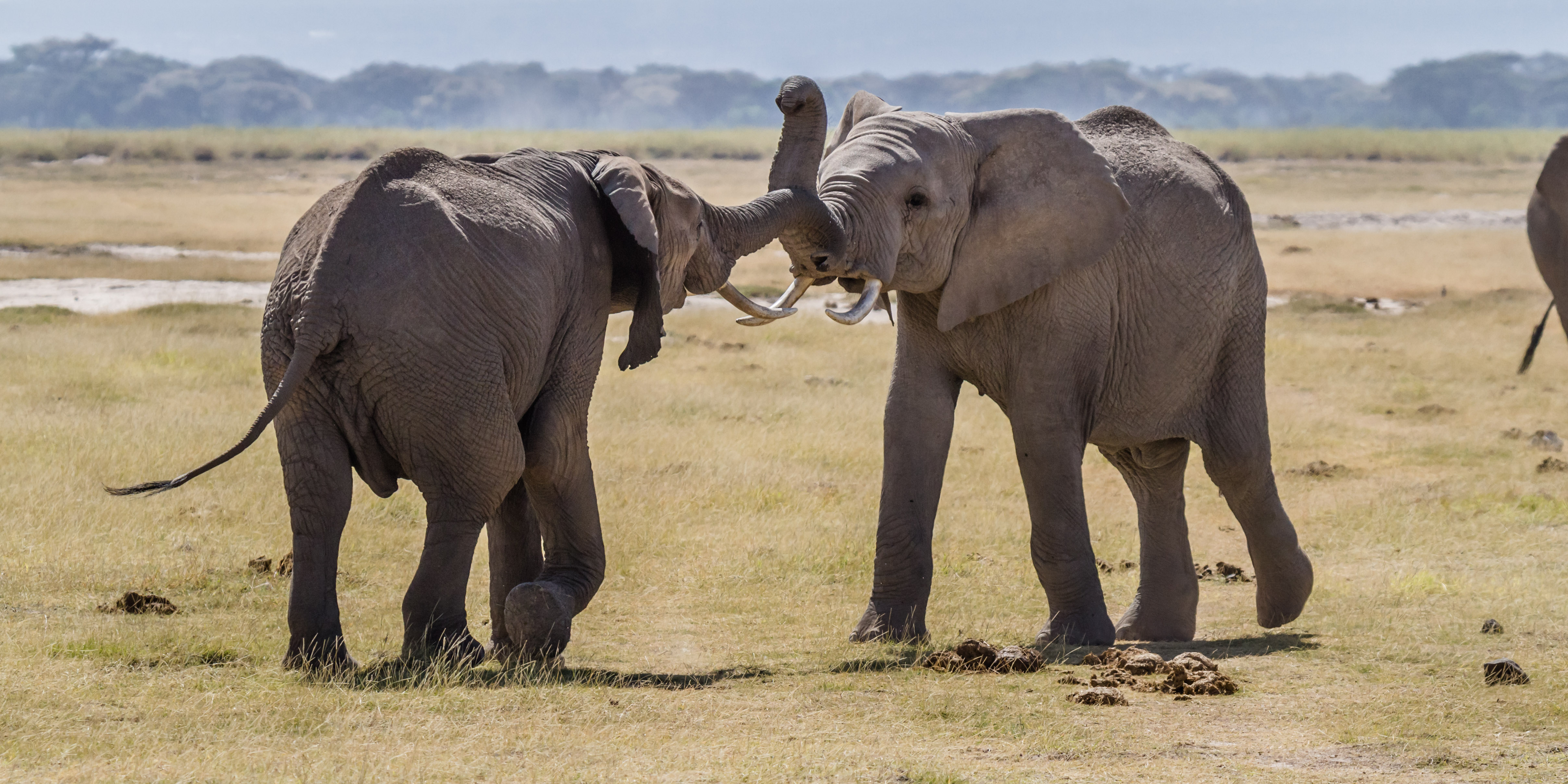
"حين تتصارع الفيلة، فإن الحشائش هي من تعاني"—مثل للكيكويو

### اللغة
يتحدث الكيكويو لغة الكيكويو، البانتو، وكذلك لغتهم الأم. بالإضافة إلى لغة السواحيلية، والإنجليزية واللغات الرسمية والوطنية المعترف بها في كينيا.

### الديانة
يعتنق غالبية الكيكويو بالمسيحية ويعتنق بعض منهم إلى الديانات الإفريقية التقليدية.

### الأدب
عندما وصل المبشرين الأوروبيين إلى بلاد الكيويو في عام 1888، تعلموا لغة الكيكويو وبدأوا كتابة الأدبيات باستخدام الأبجدية الرومانية. استجاب الكيكويو بصدر رحب إلى المبشرين والتعليم الأوروبي. كان لديهم زيادة فرص الحصول على التعليم والفرص المتاحة للمشاركة في الاقتصاد الأموال الجديدة والتغيرات السياسية في بلدهم. ونتيجة لذلك، ازدهرت أعمال ورموز الأدب لدى الكيويو مثل نجوجي واثينغو وميخيا موانغي.